# Eduard I van Engeland
Eduard I (Engels: Edward) (Palace of Westminster, Westminster, 17 juni 1239 — Burgh by Sands, 7 juli 1307) was koning van Engeland van 1272 tot 1307. Hij was de oudste zoon van Hendrik III en Eleonora van Provence die hem vernoemd hadden naar zijn verre voorganger Eduard de Belijder. Vanwege zijn postuur kreeg hij de bijnaam 'Longshanks' (Langbeen) of Edward de Stelt.

## Wetgeving
Al voor zijn troonsbestijging oefende hij de feitelijke macht uit voor zijn vader. Hij versloeg in 1265 de rebellerende baronnen onder leiding van Simon van Montfort en nam rigoureus wraak. Zo herstelde hij de macht van de koning en de rust in het land. Hij wilde definitief een eind maken aan de alom heersende anarchie, zocht versterking van de koninklijke macht en bracht nieuwe wetgeving en een betere bestuursvorm tot stand. Verder stelde hij een leger in dat direct onder zijn verantwoordelijkheid viel.

## Kruistocht
In augustus 1270 vertrok Eduard op kruistocht; na een omweg via Tunis kwam hij in mei 1271 uiteindelijk in Akko aan. Eduard vestigde in het Heilige Land een vechtersreputatie, maar kon ook niet verhinderen dat een jaar later de toestand voor de kruisvaarders al fel verslechterde. Nadat hij een moordaanslag ternauwernood overleefde, keerde Eduard dan ook huiswaarts en het was in Sicilië dat hij in november het nieuws van de dood van zijn vader vernam. Na een omzwerving van twee jaar door zijn gebieden in Aquitanië werd hij in 1274 tot koning gekroond.

## Oorlogen

### Wales
Na een oorlog met Wales, die in 1276 begon onder Llewelyn de Laatste en diens broer Dafyd, werd dit land in 1284 bij Engeland ingelijfd. In dat jaar viel de geboorte van zijn zoon, de latere Eduard II. Hij was de eerste Engelse kroonprins die de titel Prins van Wales kreeg.
Van 1282 tot 1289 bemiddelde hij in het conflict over de heerschappij over Sicilië: Karel van Anjou had het daar met de zegen van de paus tot koning geschopt, maar legde de bevolking zulke hoge belastingen op, dat ze uiteindelijk in opstand kwam (Siciliaanse Vespers). Zijn rivaal Peter III van Aragón steunde de opstand, wat reactie uitlokte bij de koning van Frankrijk, Filips III, tevens bondgenoot van de paus. Eduard was via Aquitanië vazal van de Franse koning, maar had familiebanden met het Spaanse huis en voelde zich dus gedwongen te bemiddelen. In 1285 kwamen alle oorspronkelijke protagonisten te overlijden en kon Eduard een wapenstilstand overeenkomen.

### Frankrijk
De relatie met Frankrijk was aanvankelijk hartelijk; al waren er altijd juridische spanningen over de status van de Engelse gebieden in Gascogne. In 1295 kwam het echter plots tot een militaire confrontatie toen de Fransen het gebied bezetten. In dit licht moet ook de steun van Eduard gezien worden aan de graaf van Vlaanderen Gwijde van Dampierre, in diens verzet tegen koning Filips IV van Frankrijk. Als tegenzet kwam er Franse diplomatieke steun aan Schotland. Eduard I verschoof de wolstapel in de zomer van 1295 van Dordrecht naar Mechelen om Brabant in het Engelse kamp te krijgen. De Engelse kroonprins was in 1294 verloofd met Filippina, de dochter van de Vlaamse graaf. Op 28 september 1294 werd zij met haar vader, Gwijde van Dampierre, door Filps IV gevangen genomen. Ze werd in het paleis Louvre gevangen gezet en overleed er in 1306. De Vlaamse graaf werd in 1295 in vrijheid gesteld.
Graaf Floris V van Holland streed in oktober 1295 met Vlaanderen om Zeeland Bewesterschelde. Dit verdrag tussen Engeland en Vlaanderen en de verplaatsing van de wolstapel leidde er toe dat Floris V op 9 januari 1296 de kant koos van Filips IV. Voorheen stond Floris V aan de Engelse kant. Hij werd nu leenman van de Franse koning. Eduard I liet Jan I van Cuijk een centrale rol spelen om een bondgenootschap te vormen van oude tegenstanders van de Hollandse graaf. Het plan was Floris V naar Engeland te ontvoeren en zijn zoon Jan I, opgevoed aan het Engelse hof en toekomstige schoonzoon van de koning, op de grafelijke troon van Holland te plaatsen. Floris V werd 23 juni 1296 ontvoerd en in het Muiderslot vastgehouden. Op de vijfde dag, 27 juni 1296 werd hij tijdens een vluchtpoging door Gerard van Velsen doodgestoken. Jan I kwam in januari 1297 naar Holland, stierf jong aan dysenterie en werd opgevolgd door de Fransgezinde Henegouwse Jan II van Avesnes.

### Schotland
Schotland werd na 1296 onderworpen aan het Engelse gezag, hoewel hij er nooit in slaagde de twee landen te verenigen. Zijn tegenstander in de strijd tussen Engeland en Schotland was de opstandige Schot William Wallace.

## Financiering
Eduard bezondigde zich meermaals aan discriminerende maatregelen tegen de in Engeland wonende Joden. De burgerrechten van een gewone, Christelijke, onderdaan, waren in deze pre-democratische tijden evenmin veel waard en de maatregelen tegen joden hadden steeds een financiële achtergrond, op de sleutelmomenten dat Eduard krap bij kas zat. De Joden hadden een monopolie op het verstrekken van krediet sinds de paus aan het einde van de twaalfde eeuw Christenen verboden had rentes aan te rekenen. Waar dit enerzijds een winstgevende activiteit was, wekte dit uiteraard ook wrevel op bij de bevolking, en al snel konden joodse geldschieters in Engeland niet meer zonder de bescherming van het koningshuis.
De prijs daarvoor waren altijd al willekeurige belastingen geweest, maar onder zijn vader Hendrik III werd die uitbuiting extreem. Sommige superrijken uit zijn omgeving gingen zich specialiseren in het overkopen van leningen bij joden die zelf hun verplichtingen niet meer konden nakomen. Op deze manier wist men dan beslag te leggen op de domeinen die oorspronkelijk als onderpand hadden gediend voor de leningen.
In 1270 had Henry III al wetgeving moeten uitvaardigen om deze overdrachten van schulden aan banden te leggen; Eduard I zat in 1275 met zoveel schulden opgezadeld na zijn kruistocht, dat hij een drastisch gebaar diende te stellen om van de adel de nodige belastingen te mogen heffen. Hij verbood dan ook alle vormen van kredietverlening door Joden, maar gaf hun ter compensatie de mogelijkheid gewone handel te drijven met Christenen. Om die echter te behoeden voor 'ongewenste' contacten met Joden, moesten de Joden zich voortaan herkenbaar maken door een afbeelding van de twee tabletten van Mozes' tien geboden op hun kledij.

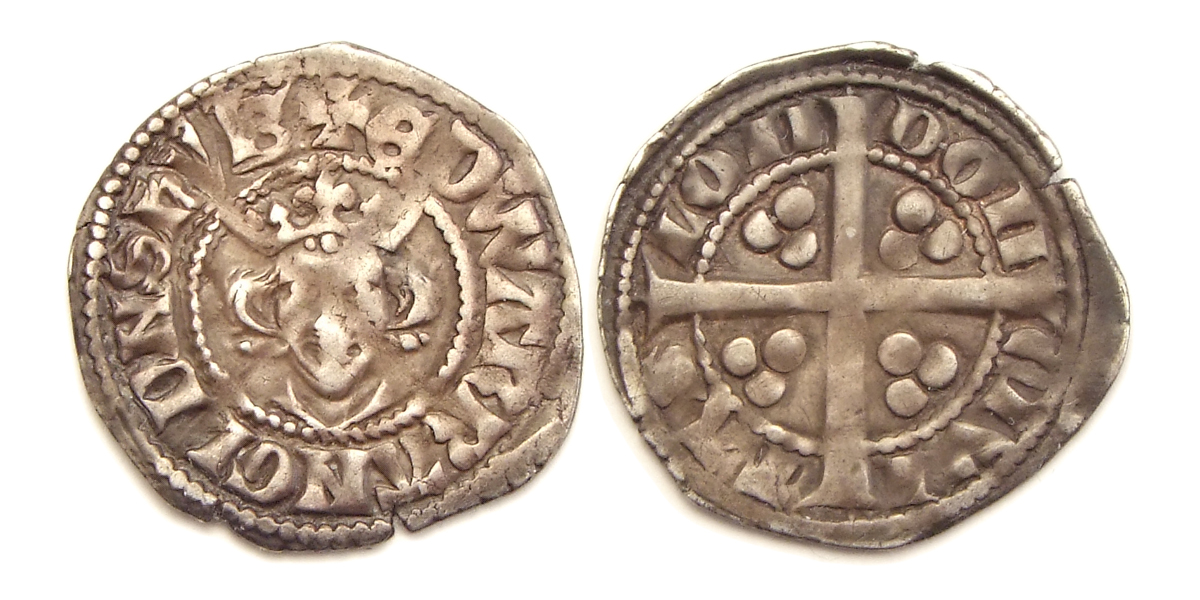
Penning met portret van Edward I, geslagen te Londen.
Vz: EDWARR ANGL DNS HYB
Kz: CIV ITAS LON DON

Vanaf dat moment liet Eduard zich financieren door de Italiaanse bankiersfamilie Riccardi van Lucca. Eduard sloot een nieuwsoortige deal: in ruil voor onmiddellijke en bijna grenzeloze kredieten, verkregen de Riccardi een monopolie op het heffen van tol op onder andere de bloeiende wolhandel.
In 1278 was het de oorlog in Wales die een groot gat in de schatkist had achtergelaten en Eduard besloot nieuwe munten te slaan, die de bevolking met verlies kon inkopen met oude munten. Tegelijkertijd werden buiten proportie veel joden beschouwd als valsemunters.
In 1290 werden de Joden zelfs uit Engeland verbannen, met verbeurdverklaring van alle nog uitstaande schulden, wat hem van de adel opnieuw de toelating opleverde belastingen te heffen.
De oorlog in Schotland en vooral de onverwachte bezetting van Aquitanië door Frankrijk brachten ten slotte een einde aan de samenwerking met de Riccardi. In 1294 vroeg Eduard de fondsen terug die hij bij hen belegd had uit een pauselijke schenking voor een nieuwe kruistocht. Maar deze gelden konden niet op korte termijn vrijgemaakt worden en de Italianen vielen uit de gratie.
Eduard probeerde de schatkist aan te vullen via hoge belastingen, maar na een dreigende burgeroorlog dwong de adel hem echter om de verworvenheden van de Magna Carta in 1297 opnieuw te bevestigen en nieuwe belastingen eerst te laten goedkeuren door het parlement.

## Huwelijken en kinderen
Eduard is tweemaal gehuwd geweest.
De eerste keer huwde hij te Burgos in oktober 1254 infante Eleonora van Castilië (1241 - 28 november 1290), dochter van koning Ferdinand III. Uit dit huwelijk sproten zestien kinderen, onder meer:
- Hendrik (1268-1274)
- Eleonora (Windsor Castle, ca. 1269 - Gent, 12 oktober 1298), voor de eerste maal gehuwd met koning Alfons III van Aragón (1265 - 1291), voor de tweede maal in Bristol op 20 september 1293 met graaf Hendrik III van Bar (1247/50 - 1302).
- Johanna van Akko (Akko, 1271 - Clare, 23 april 1307, voor de eerste maal gehuwd in Westminster Abbey op 30 april 1290 met Gilbert de Clare, 7e graaf van Hertford (1243 - 1295) en voor de tweede maal in 1297 met baron Ralph de Monthermer (overleden 1325).
- Alfons van Chester, (24 november 1273 - Windsor Castle, 19 augustus 1284), die in 1281 verloofd werd met Margaretha van Holland (overleden 1284), dochter van graaf Floris V.
- Margaretha van Engeland (Windsor Castle, 11 september 1275 - ca. 1333), huwde hertog Jan II van Brabant (1275 - 1312)
- Maria (Windsor Castle, 11 maart 1278 - Amesbury, 8 juli 1332), die non werd.
- Elisabeth (Rhuddlan, 7 augustus 1282 - 5 mei 1316), de eerste maal gehuwd te Ipswich op 7 januari 1297 met graaf Jan I van Holland (1284 - 1299), voor de tweede maal te Westminster op 14 november 1302 met Humphrey de Bohun (1276 - 1322), 4e graaf van Hereford en Essex.
- Eduard van Carnarvon, (Wales), 25 april 1284[1] – Berkeley Castle (Gloucestershire), 21 september 1327), die zijn vader als Eduard II opvolgde.

Op 9 september 1299 trouwde hij in Canterbury met prinses Margaretha van Frankrijk (1279 - Marlborough Castle, 14 februari 1318), dochter van koning Filips III. Met haar had hij nog drie kinderen, onder meer:
- Thomas van Brotherton (1 juni 1300 - 22 augustus 1338), 1e graaf van Norfolk
- Edmund van Woodstock (Woodstock, 5 augustus 1301 - Winchester, 19 maart 1330), graaf van Kent, in 1325 gehuwd met barones Margaretha Wake (1299 - 1349)

## Overlijden
Eduard stierf in 1307 in Burgh-on-Sands in Northumberland en werd begraven in Westminster Abbey. Zijn zoon volgde hem op als Eduard II.

## Kwartierstaat (voorouders)
| Hendrik II van Engeland (1133-1189) | Hendrik II van Engeland (1133-1189) | Hendrik II van Engeland (1133-1189) | Hendrik II van Engeland (1133-1189) | Hendrik II van Engeland (1133-1189) | Hendrik II van Engeland (1133-1189) | Eleonora van Aquitanië (ca. 1122/1124-1204) | Eleonora van Aquitanië (ca. 1122/1124-1204) | Eleonora van Aquitanië (ca. 1122/1124-1204) | Eleonora van Aquitanië (ca. 1122/1124-1204) | Eleonora van Aquitanië (ca. 1122/1124-1204) | Eleonora van Aquitanië (ca. 1122/1124-1204) |                                      |                                      | Adhémar van Angoulême (ca. 1160-1202) | Adhémar van Angoulême (ca. 1160-1202) | Adhémar van Angoulême (ca. 1160-1202)   | Adhémar van Angoulême (ca. 1160-1202)   | Adhémar van Angoulême (ca. 1160-1202)   | Adhémar van Angoulême (ca. 1160-1202)   | Adelheid van Courtenay (ca. 1160/1165-1218) | Adelheid van Courtenay (ca. 1160/1165-1218) | Adelheid van Courtenay (ca. 1160/1165-1218) | Adelheid van Courtenay (ca. 1160/1165-1218) | Adelheid van Courtenay (ca. 1160/1165-1218) | Adelheid van Courtenay (ca. 1160/1165-1218) |                                  |                                  | Alfons II van Provence (ca. 1180-1209) | Alfons II van Provence (ca. 1180-1209) | Alfons II van Provence (ca. 1180-1209) | Alfons II van Provence (ca. 1180-1209) | Alfons II van Provence (ca. 1180-1209)         | Alfons II van Provence (ca. 1180-1209)         | Gersindis van Forcalquier (ca. 1180-1242)      | Gersindis van Forcalquier (ca. 1180-1242)      | Gersindis van Forcalquier (ca. 1180-1242)      | Gersindis van Forcalquier (ca. 1180-1242)      | Gersindis van Forcalquier (ca. 1180-1242) | Gersindis van Forcalquier (ca. 1180-1242) |                                       |                                       | Thomas I van Savoye (ca. 1180-1233)   | Thomas I van Savoye (ca. 1180-1233)   | Thomas I van Savoye (ca. 1180-1233) | Thomas I van Savoye (ca. 1180-1233) | Thomas I van Savoye (ca. 1180-1233) | Thomas I van Savoye (ca. 1180-1233) | Beatrix van Genève (ca. 1180-1257) | Beatrix van Genève (ca. 1180-1257) | Beatrix van Genève (ca. 1180-1257) | Beatrix van Genève (ca. 1180-1257) | Beatrix van Genève (ca. 1180-1257) | Beatrix van Genève (ca. 1180-1257) |  |  |  |  |  |  |  |  |  |  |  |  |  |  |  |  |  |  |  |  |  |  |  |  |  |  |  |  |  |  |  |  |  |  |  |  |  |  |  |  |  |  |  |  |  |  |  |  |
| Hendrik II van Engeland (1133-1189) | Hendrik II van Engeland (1133-1189) | Hendrik II van Engeland (1133-1189) | Hendrik II van Engeland (1133-1189) | Hendrik II van Engeland (1133-1189) | Hendrik II van Engeland (1133-1189) | Eleonora van Aquitanië (ca. 1122/1124-1204) | Eleonora van Aquitanië (ca. 1122/1124-1204) | Eleonora van Aquitanië (ca. 1122/1124-1204) | Eleonora van Aquitanië (ca. 1122/1124-1204) | Eleonora van Aquitanië (ca. 1122/1124-1204) | Eleonora van Aquitanië (ca. 1122/1124-1204) |                                      |                                      | Adhémar van Angoulême (ca. 1160-1202) | Adhémar van Angoulême (ca. 1160-1202) | Adhémar van Angoulême (ca. 1160-1202)   | Adhémar van Angoulême (ca. 1160-1202)   | Adhémar van Angoulême (ca. 1160-1202)   | Adhémar van Angoulême (ca. 1160-1202)   | Adelheid van Courtenay (ca. 1160/1165-1218) | Adelheid van Courtenay (ca. 1160/1165-1218) | Adelheid van Courtenay (ca. 1160/1165-1218) | Adelheid van Courtenay (ca. 1160/1165-1218) | Adelheid van Courtenay (ca. 1160/1165-1218) | Adelheid van Courtenay (ca. 1160/1165-1218) |                                  |                                  | Alfons II van Provence (ca. 1180-1209) | Alfons II van Provence (ca. 1180-1209) | Alfons II van Provence (ca. 1180-1209) | Alfons II van Provence (ca. 1180-1209) | Alfons II van Provence (ca. 1180-1209)         | Alfons II van Provence (ca. 1180-1209)         | Gersindis van Forcalquier (ca. 1180-1242)      | Gersindis van Forcalquier (ca. 1180-1242)      | Gersindis van Forcalquier (ca. 1180-1242)      | Gersindis van Forcalquier (ca. 1180-1242)      | Gersindis van Forcalquier (ca. 1180-1242) | Gersindis van Forcalquier (ca. 1180-1242) |                                       |                                       | Thomas I van Savoye (ca. 1180-1233)   | Thomas I van Savoye (ca. 1180-1233)   | Thomas I van Savoye (ca. 1180-1233) | Thomas I van Savoye (ca. 1180-1233) | Thomas I van Savoye (ca. 1180-1233) | Thomas I van Savoye (ca. 1180-1233) | Beatrix van Genève (ca. 1180-1257) | Beatrix van Genève (ca. 1180-1257) | Beatrix van Genève (ca. 1180-1257) | Beatrix van Genève (ca. 1180-1257) | Beatrix van Genève (ca. 1180-1257) | Beatrix van Genève (ca. 1180-1257) |  |  |  |  |  |  |  |  |  |  |  |  |  |  |  |  |  |  |  |  |  |  |  |  |  |  |  |  |  |  |  |  |  |  |  |  |  |  |  |  |  |  |  |  |  |  |  |  |
|                                     |                                     |                                     |                                     |                                     |                                     |                                             |                                             |                                             |                                             |                                             |                                             |                                      |                                      |                                       |                                       |                                         |                                         |                                         |                                         |                                             |                                             |                                             |                                             |                                             |                                             |                                  |                                  |                                        |                                        |                                        |                                        |                                                |                                                |                                                |                                                |                                                |                                                |                                           |                                           |                                       |                                       |                                       |                                       |                                     |                                     |                                     |                                     |                                    |                                    |                                    |                                    |                                    |                                    |  |  |  |  |  |  |  |  |  |  |  |  |  |  |  |  |  |  |  |  |  |  |  |  |  |  |  |  |  |  |  |  |  |  |  |  |  |  |  |  |  |  |  |  |  |  |  |  |
|                                     |                                     |                                     |                                     | Jan zonder Land (ca. 1166-1216)     | Jan zonder Land (ca. 1166-1216)     | Jan zonder Land (ca. 1166-1216)             | Jan zonder Land (ca. 1166-1216)             | Jan zonder Land (ca. 1166-1216)             | Jan zonder Land (ca. 1166-1216)             |                                             |                                             |                                      |                                      |                                       |                                       | Isabella van Angoulême (ca. 1188-1246 ) | Isabella van Angoulême (ca. 1188-1246 ) | Isabella van Angoulême (ca. 1188-1246 ) | Isabella van Angoulême (ca. 1188-1246 ) | Isabella van Angoulême (ca. 1188-1246 )     | Isabella van Angoulême (ca. 1188-1246 )     |                                             |                                             |                                             |                                             |                                  |                                  |                                        |                                        |                                        |                                        | Raymond Berengarius V van Provence (1198-1245) | Raymond Berengarius V van Provence (1198-1245) | Raymond Berengarius V van Provence (1198-1245) | Raymond Berengarius V van Provence (1198-1245) | Raymond Berengarius V van Provence (1198-1245) | Raymond Berengarius V van Provence (1198-1245) |                                           |                                           |                                       |                                       |                                       |                                       | Beatrix van Savoye (1205-1266)      | Beatrix van Savoye (1205-1266)      | Beatrix van Savoye (1205-1266)      | Beatrix van Savoye (1205-1266)      | Beatrix van Savoye (1205-1266)     | Beatrix van Savoye (1205-1266)     |                                    |                                    |                                    |                                    |  |  |  |  |  |  |  |  |  |  |  |  |  |  |  |  |  |  |  |  |  |  |  |  |  |  |  |  |  |  |  |  |  |  |  |  |  |  |  |  |  |  |  |  |  |  |  |  |
|                                     |                                     |                                     |                                     | Jan zonder Land (ca. 1166-1216)     | Jan zonder Land (ca. 1166-1216)     | Jan zonder Land (ca. 1166-1216)             | Jan zonder Land (ca. 1166-1216)             | Jan zonder Land (ca. 1166-1216)             | Jan zonder Land (ca. 1166-1216)             |                                             |                                             |                                      |                                      |                                       |                                       | Isabella van Angoulême (ca. 1188-1246 ) | Isabella van Angoulême (ca. 1188-1246 ) | Isabella van Angoulême (ca. 1188-1246 ) | Isabella van Angoulême (ca. 1188-1246 ) | Isabella van Angoulême (ca. 1188-1246 )     | Isabella van Angoulême (ca. 1188-1246 )     |                                             |                                             |                                             |                                             |                                  |                                  |                                        |                                        |                                        |                                        | Raymond Berengarius V van Provence (1198-1245) | Raymond Berengarius V van Provence (1198-1245) | Raymond Berengarius V van Provence (1198-1245) | Raymond Berengarius V van Provence (1198-1245) | Raymond Berengarius V van Provence (1198-1245) | Raymond Berengarius V van Provence (1198-1245) |                                           |                                           |                                       |                                       |                                       |                                       | Beatrix van Savoye (1205-1266)      | Beatrix van Savoye (1205-1266)      | Beatrix van Savoye (1205-1266)      | Beatrix van Savoye (1205-1266)      | Beatrix van Savoye (1205-1266)     | Beatrix van Savoye (1205-1266)     |                                    |                                    |                                    |                                    |  |  |  |  |  |  |  |  |  |  |  |  |  |  |  |  |  |  |  |  |  |  |  |  |  |  |  |  |  |  |  |  |  |  |  |  |  |  |  |  |  |  |  |  |  |  |  |  |
|                                     |                                     |                                     |                                     |                                     |                                     |                                             |                                             |                                             |                                             | Hendrik III van Engeland (1207-1272)        | Hendrik III van Engeland (1207-1272)        | Hendrik III van Engeland (1207-1272) | Hendrik III van Engeland (1207-1272) | Hendrik III van Engeland (1207-1272)  | Hendrik III van Engeland (1207-1272)  |                                         |                                         |                                         |                                         |                                             |                                             |                                             |                                             |                                             |                                             |                                  |                                  |                                        |                                        |                                        |                                        |                                                |                                                |                                                |                                                |                                                |                                                | Eleonora van Provence (ca. 1223-1291)     | Eleonora van Provence (ca. 1223-1291)     | Eleonora van Provence (ca. 1223-1291) | Eleonora van Provence (ca. 1223-1291) | Eleonora van Provence (ca. 1223-1291) | Eleonora van Provence (ca. 1223-1291) |                                     |                                     |                                     |                                     |                                    |                                    |                                    |                                    |                                    |                                    |  |  |  |  |  |  |  |  |  |  |  |  |  |  |  |  |  |  |  |  |  |  |  |  |  |  |  |  |  |  |  |  |  |  |  |  |  |  |  |  |  |  |  |  |  |  |  |  |
|                                     |                                     |                                     |                                     |                                     |                                     |                                             |                                             |                                             |                                             | Hendrik III van Engeland (1207-1272)        | Hendrik III van Engeland (1207-1272)        | Hendrik III van Engeland (1207-1272) | Hendrik III van Engeland (1207-1272) | Hendrik III van Engeland (1207-1272)  | Hendrik III van Engeland (1207-1272)  |                                         |                                         |                                         |                                         |                                             |                                             |                                             |                                             |                                             |                                             |                                  |                                  |                                        |                                        |                                        |                                        |                                                |                                                |                                                |                                                |                                                |                                                | Eleonora van Provence (ca. 1223-1291)     | Eleonora van Provence (ca. 1223-1291)     | Eleonora van Provence (ca. 1223-1291) | Eleonora van Provence (ca. 1223-1291) | Eleonora van Provence (ca. 1223-1291) | Eleonora van Provence (ca. 1223-1291) |                                     |                                     |                                     |                                     |                                    |                                    |                                    |                                    |                                    |                                    |  |  |  |  |  |  |  |  |  |  |  |  |  |  |  |  |  |  |  |  |  |  |  |  |  |  |  |  |  |  |  |  |  |  |  |  |  |  |  |  |  |  |  |  |  |  |  |  |
|                                     |                                     |                                     |                                     |                                     |                                     |                                             |                                             |                                             |                                             |                                             |                                             |                                      |                                      |                                       |                                       |                                         |                                         |                                         |                                         |                                             |                                             |                                             |                                             |                                             |                                             |                                  |                                  |                                        |                                        |                                        |                                        |                                                |                                                |                                                |                                                |                                                |                                                |                                           |                                           |                                       |                                       |                                       |                                       |                                     |                                     |                                     |                                     |                                    |                                    |                                    |                                    |                                    |                                    |  |  |  |  |  |  |  |  |  |  |  |  |  |  |  |  |  |  |  |  |  |  |  |  |  |  |  |  |  |  |  |  |  |  |  |  |  |  |  |  |  |  |  |  |  |  |  |  |
|                                     |                                     |                                     |                                     |                                     |                                     |                                             |                                             |                                             |                                             |                                             |                                             |                                      |                                      |                                       |                                       |                                         |                                         |                                         |                                         |                                             |                                             |                                             |                                             |                                             |                                             |                                  |                                  |                                        |                                        |                                        |                                        |                                                |                                                |                                                |                                                |                                                |                                                |                                           |                                           |                                       |                                       |                                       |                                       |                                     |                                     |                                     |                                     |                                    |                                    |                                    |                                    |                                    |                                    |  |  |  |  |  |  |  |  |  |  |  |  |  |  |  |  |  |  |  |  |  |  |  |  |  |  |  |  |  |  |  |  |  |  |  |  |  |  |  |  |  |  |  |  |  |  |  |  |
|                                     |                                     |                                     |                                     | Eduard I van Engeland (1239-1307)   | Eduard I van Engeland (1239-1307)   | Eduard I van Engeland (1239-1307)           | Eduard I van Engeland (1239-1307)           | Eduard I van Engeland (1239-1307)           | Eduard I van Engeland (1239-1307)           |                                             |                                             |                                      |                                      | Margaretha van Engeland (1240-1275)   | Margaretha van Engeland (1240-1275)   | Margaretha van Engeland (1240-1275)     | Margaretha van Engeland (1240-1275)     | Margaretha van Engeland (1240-1275)     | Margaretha van Engeland (1240-1275)     |                                             |                                             |                                             |                                             | Beatrix van Engeland (1242-1275)            | Beatrix van Engeland (1242-1275)            | Beatrix van Engeland (1242-1275) | Beatrix van Engeland (1242-1275) | Beatrix van Engeland (1242-1275)       | Beatrix van Engeland (1242-1275)       |                                        |                                        |                                                |                                                | Edmund van Lancaster (1245-1296)               | Edmund van Lancaster (1245-1296)               | Edmund van Lancaster (1245-1296)               | Edmund van Lancaster (1245-1296)               | Edmund van Lancaster (1245-1296)          | Edmund van Lancaster (1245-1296)          |                                       |                                       |                                       |                                       | Catharina van Engeland (1253–1257)  | Catharina van Engeland (1253–1257)  | Catharina van Engeland (1253–1257)  | Catharina van Engeland (1253–1257)  | Catharina van Engeland (1253–1257) | Catharina van Engeland (1253–1257) |                                    |                                    |                                    |                                    |  |  |  |  |  |  |  |  |  |  |  |  |  |  |  |  |  |  |  |  |  |  |  |  |  |  |  |  |  |  |  |  |  |  |  |  |  |  |  |  |  |  |  |  |  |  |  |  |

## Trivia
- De strijd tussen Engeland en Schotland werd in een geromantiseerde versie verfilmd (1995) als Braveheart met Mel Gibson in de hoofdrol als de opstandige Schot William Wallace.

- Biblioteca Nacional de España: XX1785197
- Bibliothèque nationale de France: cb12128123w (data)
- Gemeinsame Normdatei: 118687867
- International Standard Name Identifier: 0000 0001 2276 6363
- Library of Congress Control Number: n50035065
- National Archives and Records Administration: 10581108
- Nationale Bibliotheek van Tsjechië: xx0094994
- Nationale bibliotheek van Australië: 52735089
- Nationale Bibliotheek van Israël: 987007260628905171
- Nationale Bibliotheek van Polen: a0000002988279
- Nationale en Universitaire bibliotheek Zagreb: 000465609
- Nederlandse Thesaurus van Auteursnamen: 070464650
- Réseau des bibliothèques de Suisse occidentale: 02-A012389947
- Istituto Centrale per il Catalogo Unico: SBNV079875
- LIBRIS: 210281
- Système universitaire de documentation: 029716802
- Museum of New Zealand Te Papa Tongarewa: 66169
- Trove: 1529887
- Union List of Artist Names: 500247984
- Virtual International Authority File: 13101431
- WorldCat: E39PBJrWFKydqm8RvJRfDTDDv3